# Olivier de Berranger

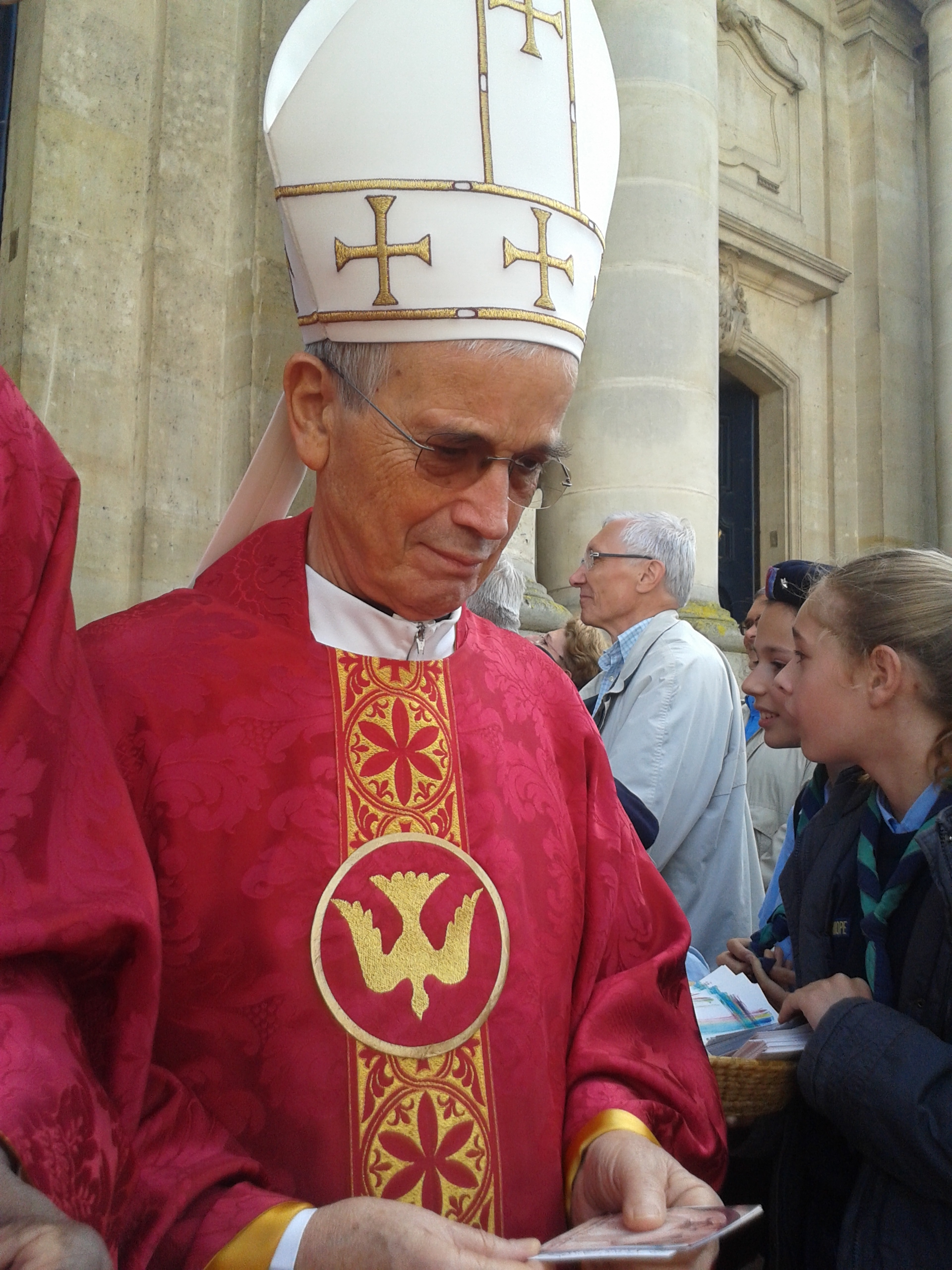
Olivier de Berranger, 2014

Olivier Jean-Marie Michel de Berranger IdP (* 10. November 1938 in Courbevoie, Hauts-de-Seine, Frankreich; † 23. Mai 2017) war  Bischof von Saint-Denis.

## Leben
Olivier de Berranger trat dem Säkularinstitut Istituto del Prado bei und empfing am 4. Juli 1964 die Priesterweihe.
Papst Johannes Paul II. ernannte ihn am 6. September 1996 zum Bischof von Saint-Denis. Die Bischofsweihe spendete ihm der Erzbischof von Lyon, Albert Kardinal Decourtray, am 19. Oktober desselben Jahres; Mitkonsekratoren waren François Favreau, Bischof von Nanterre, und François Frétellière PSS, Bischof von Créteil.
Am 15. Januar 2009 nahm Papst Benedikt XVI. de Berrangers vorzeitiges Rücktrittsgesuch an.

## Einzelnachweis
1. ↑  Décès de Mgr Olivier de Berranger, évêque émérite de Saint-Denis-en-France